# Maphosa Modiba
Aubrey Maphosa Modiba (Polokwane, 22 de julho de 1995) é um futebolista sul-africano que atua como lateral-esquerdo. Atualmente defende o Mamelodi Sundowns.

## Carreira
Maphosa Modiba fez parte do elenco da Seleção Sul-Africana de Futebol nas Olimpíadas de 2016.